# MR7 (Eswatini)
Die MR7 road oder Mbandzeni highway ist eine der Hauptverkehrsstraßen von Eswatini. Obwohl diese Hauptstraße relativ kurz ist, bildet sie doch in Verbindung mit MR3 und MR8 das „Rückgrat von Swasilands internem Transport-System“.

## Verlauf
Sie verbindet die MR16 nordöstlich von Siteki mit Mosambik bei Goba. Sie beginnt im Westen bei Kalanga an der MR 16, führt zunächst im Bogen nach Süden nach Siteki, wo die Jacaranda Road einmündet. Dann führt sie wieder nach Nordosten, wo sie bei Goba Fronteira in die N3 von Mosambik übergeht.